# 國際度量衡大會
國際度量衡大會（法語：Conférence générale des poids et mesures）是依1875年訂定的《米制公約》為維護國際單位制（SI制）所設立的3個組織中的1個。另外2個組織是國際度量衡局及國際度量衡委員會（CIPM）。國際度量衡大會有63個會員國及40個區域經濟體組織會員，是國際度量衡局的最高權力機構，每4到6年會在法國塞夫勒展開會議。第27屆的會議是在2022年11月15日到18日舉行。
國際度量衡大會一開始的工作是針對千克和米這二個單位，但在1921年起，其工作擴展到調整所有的物理量，因此也和公制的各單位有關。1960年的第11屆國際度量衡大會通過了国际单位制（SI）。
國際度量衡委員會會將已完成工作的報告提交給國際度量衡大會，由大會討論並審查確保傳播和改進國際單位制所需的安排，根據新的基本計量決定和國際範圍的各種科學決議的結果，決定有關國際度量衡局組織和發展的所有主要問題。

## 大會的成立
1875年5月20日，由17個國家簽署了米制公约，此公約建立了一個國際組織，也就是國際度量衡局（BIPM），其管理機關有二個：
- 國際度量衡大會（簡稱CGPM），是成員國官方代表舉行的會議，是所有行動的最高權力機構。
- 國際度量衡委員會（簡稱CIPM），由選出的科學家及计量学家組成，草擬CGPM的決議，執行其決議，受國際度量衡大會的管理。

國際度量衡大會有永久的實驗室以及秘書處（有時也稱為總部），活動內容包括建立主要物理量的基本標準、量測方式，並且維護相關標準。
國際度量衡大會代表其成員進行管理，大會會選出CIPM的成員，取得CIPM的報告，轉發給各成員國的政府以及家實驗室，確認CIPM提出有關國際單位制的變更提案，核准國際度量衡局的預算（2018年超過1300萬歐元），並且決定所有有關國際度量衡局組織和發展的重大議題。

## 世界度量衡日
1999年，第21屆國際度量衡大會，紀念國際通用的度量衡，將每年5月20日訂為世界度量衡日。